# Belmont-Paul Women’s Equality National Monument
Das Belmont-Paul Women’s Equality National Monument ist ein US-amerikanisches National Monument und liegt im Stadtteil Capitol Hill in Washington, D.C. Es wurde durch Präsident Barack Obama durch eine Presidential Proclamation am 12. April 2016 ausgewiesen und erinnert an den Kampf für das Frauenwahlrecht und Gleichberechtigung von Frauen.
Das Haus ist nach den Leiterinnen der National Woman’s Party Alva Vanderbilt Belmont und Alice Paul benannt.

## Geschichte
Das Haus in unmittelbarer Nähe zum Kapitol wurde 1800 durch Robert Sewall gebaut und gehört zu den ältesten Wohnhäusern in Washington. Als Sewall kurz nach Fertigstellung die Tabakplantage eines Onkels erbte, zog er aus und vermietete das Gebäude an den Finanzminister Albert Gallatin, der von 1801 bis 1813 das Haus bewohnte. Im Britisch-Amerikanischen Krieg brannten britische Truppen im Brand von Washington auch das Sewall-Haus nieder, laut Angaben der Familie weil es von zurückweichenden Amerikanern als Stützpunkt genutzt worden war. Die Wiederherstellung dauerte bis 1820, die Familie Sewall bewohnte es bis 1912, danach stand es leer. 1922 kaufte Senator Porter H. Dale das Gebäude und ließ es renovieren. 1929 verkaufte er das Haus an die National Woman’s Party, die es zu ihrer Parteizentrale machte. Die Partei benannte das Gebäude Alva Belmont House nach Alva Vanderbilt Belmont, der Parteivorsitzenden seit 1920 und zugleich größte Förderin. Das Haus wurde für Büros genutzt, aber auch als Gästehaus für auswärtige Parteifunktionärinnen. Im Alva-Belmont-Haus saß auch die Redaktion der Zeitschrift Equal Rights.

## Gedenkstätte
Anfang der 1970er Jahre drohte ein Abriss, um weitere Bundesgebäude zu errichten. Die Partei wehrte sich und machte die besondere historische Bedeutung des Gebäudes geltend. Daraufhin wurde es im Juni 1972 im National Register of Historic Places gelistet und im Mai 1974 als National Historic Landmark ausgewiesen.
2016 schenkte die Partei Grund und Boden, sowie das Gebäude an den National Park Service, im Gegenzug wies am 12. April 2016 Präsident Barack Obama das Sewall-Belmont House als National Monument aus. Der heutige Name setzt sich aus Alva Vanderbilt Belmont und der langjährigen Vorsitzenden Alice Paul zusammen.